# C-lebrity
«C-lebrity» es el segundo sencillo del álbum de estudio The Cosmos Rocks de la banda inglesa Queen + Paul Rodgers.
Fue escrito por Brian May y Roger Taylor y reproducido en vivo por primera vez en el programa de televisión Al Murray's Happy Hour. El sencillo fue lanzado el 8 de septiembre de 2008. Taylor Hawkins, baterista de Foo Fighters participa en los coros del tema.

## Posicionamiento
| Listas                | Posición |
| --------------------- | -------- |
| UK Pop Singles Chart  | 33       |
| UK Rock Singles Chart | 1        |